# Bokeo
Bokeo é uma província do Laos localizada no norte do país. Sua capital é a cidade de Ban Houayxay. A tradução literal de Bokeo é gema da mina. A província é rica em pedras preciosas e semi-preciosas.
A província foi criada em 1983, quando foi desmembrada de Luang Namtha.

## Distritos
- Hoaixai
- Tonpheung
- Meung
- Pha Oudom
- Paktha